# Mágocs
Mágocs (németül: Magotsch, horvátul: Magoč) város Baranya vármegyében, a Hegyháti járásban.

## Fekvése
A város Baranya vármegye északi részén, a Baranya-Tolna vármegyehatár közvetlen közelében fekszik. A mecseki Hegyhát tájegység legjelentősebb települése. Központján a Bonyhád-Kaposszekcső közti 6534-es út halad át, amelybe itt torkollik be északkeletről, Mekényes-Nagyhajmás felől a 6539-es út, és amelyből itt ágazik ki a 65 174-es számú mellékút dél felé, Alsómocsolád irányába. Ez utóbbi településsel közös vasútállomása van a Dombóvár–Bátaszék-vasútvonalon; az állomás Mágocstól körülbelül 5 kilométerre délre található. A település északi részén fekvő tórendszer, valamint Dombóvár Újdombóvár városrésze irányában a 65 195-ös út indul a városból, a 6539-esből kiágazva.
A Baranyai-Hegyhátnak ez a része földrajzi értelemben a Völgységhez tartozik. A körzet éghajlatára a mérsékelten meleg nyár és az enyhe tél jellemző. A dombsági területű mérsékelten nedves, az óceáni hatások vannak túlsúlyban. Az évi középhőmérséklet 10–10,5 °C körül alakul. Tengerszint feletti magassága 220 + 20 méter.
A település északi részén folyik a Méhész-patak, keleti határán a Hajmás-patak húzódik, délen pedig a Hábi-csatorna található, melynek északi oldali mellékvize a Mágocsi-vízfolyás.

## Története
Legkorábbi időkből származó leletek az i. e. 4000-től i. e. 2800-ig tartó időszakban keletkeztek. Erre vonatkozó edénymaradványokat találtak egy Hundsberg nevű külterületi helyen. Neve először a tatárdúlás utáni időkben bukkan fel Maguch alakban. A terület ekkor a Szente-Magócs nemzetség birtoka volt. Apátságát először 1251-ben említik, mikor Apsa comes felesége végrendeletben gondoskodott róla, ekkor bencés apátság volt e helyen. A terület birtokát később pálosok szerezték meg. Ennek ellenére – Pesty Frigyes 19. századi kutató szerint – Magasdnak hívták régi lakói. Az 1333-1335-ös tizedjegyzékben már önálló plébánia, tehát jelentős helyként szerepelt. A török hódoltság idejére a magyar lakosság teljesen eltűnt, helyükre ortodox délszlávok érkeztek. A Rákóczi-szabadságharc alatt a falu teljesen elnéptelenedett.
A temetőben talált egyik sírkő felirata szerint már 1750 körül működött izraelita hitközség Mágocson, zsinagógájukat 1846-ban építették. A 19. században mezőváros és járási székhely volt. A mágocsi céhek I. Ferenc császártól kaptak céhlevelet 1831-ben. A korabeli feljegyzések szerint anyagilag a legerősebb a takácscéh volt, a legnépesebb pedig a molnárcéh. Jó nevűek voltak a mágocsi fazekasok és kályhacsempe-készítők. A Téglaházi-dűlőt Olaszfalunak is nevezték. Itt 1800 óta téglavető működött, s 1930-ig olasz munkásai és vezetői voltak, akiknek lakóházai is ebben a dűlőben álltak.
1718-ban magyarok, 1715 és 1720 között horvátok (Ogulinból, Otočacból), majd 1743-tól több hullámban németek érkeztek Mágocsra. A 78%-ban németajkú lakosság 1920-ig megtartotta összetételét. A lakosság összetételének megváltozását az okozta, hogy 1945-ben 106 kiskundorozsmai család költözött az akkor kitelepített németek házaiba.
A város lakosai túlnyomórészt római katolikus vallásúak. A mai is álló műemléki védettségű templomot 1800 és 1805 között építették, és Sarlós Boldogasszony tiszteletére szentelték fel. A copf stílusú épület oltárképét, amely Mária és Erzsébet találkozását ábrázolja, Karl Backmayer készítette 1779-ben. Ez a kép, valamint a 18. századból való Szent Anna oltár a pécsi volt dominikánus templomból került ide. Cranach Magdolna Jézussal című, Salzburgban őrzött képének másolatát a 19. század elején ismeretlen festő festette.
A helyi szövetkezet vegyes kara 1960-ban – színvonalas tevékenységének köszönhetően – Kodály Zoltán hozzájárulásával és jelenlétében felvehette a Kodály Vegyes Kar nevet. Mivel a mester életében mindössze két énekkarnak engedte meg ezt, igen nagy kitüntetésnek számított ez a gesztusa. Német nemzetiségi néptáncegyüttes, kórus és fúvószenekar is működik a településen.
Mágocs 2009. július 1-jével városi rangot kapott.

## Közélete

### Polgármesterei
- 1990–1994: Sziveri Mátyásné (független)[9]
- 1994–1998: Sziveri Mátyásné (független)[10]
- 1998–2002: Dr. Czinege Imre (független)[11]
- 2002–2006: Dr. Czinege Imre (független)[12]
- 2006–2010: Hőnig Mária Terézia (független)[13]
- 2010–2014: Hőnig Mária (független)[14]
- 2014–2019: Hőnig Mária Terézia (független)[15]
- 2019–2024: Bogyayné Gál Tünde (független)[16]
- 2024– : Dr. Morvay Klaudia (független)[1]

## Népesség
A település népességének változása:
| Lakosok száma | 2376 | 2376 | 2348 | 2191 | 2162 | 2111 | 2077 | 2122 |
|               | 2013 | 2014 | 2015 | 2019 | 2021 | 2022 | 2023 | 2024 |

2001-ben a lakosság 6%-a német, 5%-a cigány nemzetiségűnek vallotta magát.
A 2011-es népszámlálás során a lakosok 89,9%-a magyarnak, 9% cigánynak, 13,1% németnek, 0,4% románnak mondta magát (9,6% nem nyilatkozott; a kettős identitások miatt a végösszeg nagyobb lehet 100%-nál). A vallási megoszlás a következő volt: római katolikus 61%, református 1,7%, evangélikus 4,2%, felekezeten kívüli 16,1% (16,8% nem nyilatkozott).
2022-ben a lakosság 90,8%-a vallotta magát magyarnak, 7,6% németnek, 5,9% cigánynak, 0,3% románnak, 0,2% bolgárnak, 0,1% horvátnak, 1,6% egyéb, nem hazai nemzetiségűnek (8,5% nem nyilatkozott; a kettős identitások miatt a végösszeg nagyobb lehet 100%-nál). Vallásuk szerint 48,5% volt római katolikus, 3,6% evangélikus, 1,3% református, 0,1% görög katolikus, 0,4% egyéb keresztény, 1,6% egyéb katolikus, 9,6% felekezeten kívüli (34,9% nem válaszolt).

## Nevezetességei

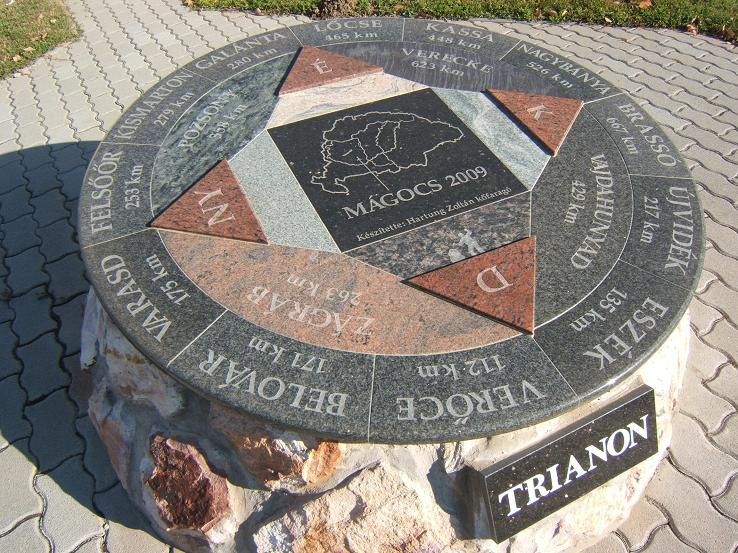
A Trianon-emlékmű

- Műemlék katolikus templom 1805-ből[19]
- Turul-szobor[20]
- Ki- és betelepítési emlékmű
- Trianon-emlékmű

## Híres emberek
- Mágócsy Gáspár (1556–1579) egri kapitány, főispán.

### Itt születtek
- Bein Károly matematikus és rabbiképző-intézeti tanár 1853. április 7-én.
- Festl Lehel címzetes gyalogsági tábornok 1860. április 12-én.